# Dolina Łęgnowska

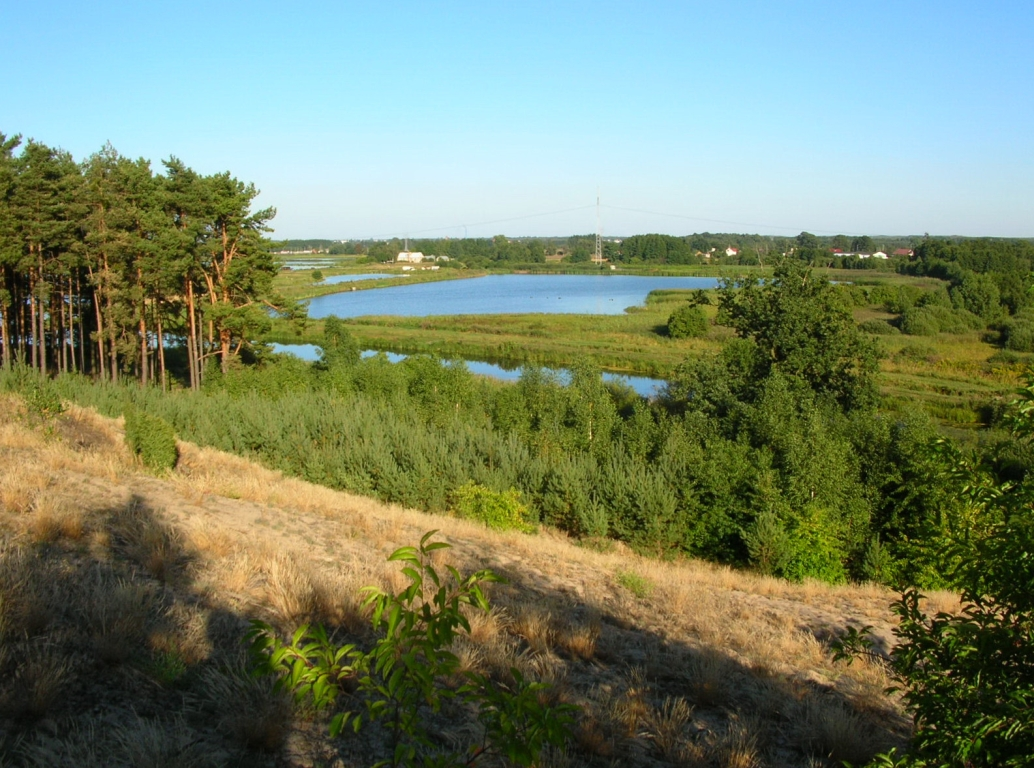
Stawy w Makowiskach

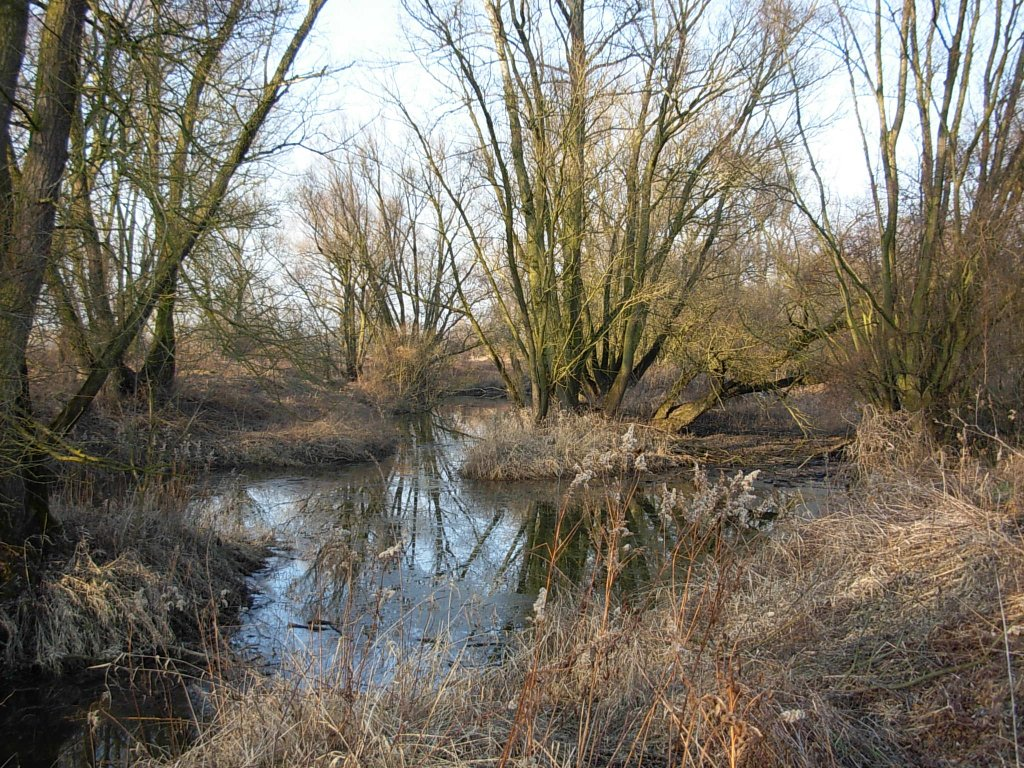
W rezerwacie Mała Kępa Ostromecka

Dolina Łęgnowska (315.356) – mikroregion fizycznogeograficzny, stanowiący część mezoregionu Kotliny Toruńskiej. Obejmuje m.in. bydgoskie zakole Wisły.

## Położenie
Mikroregion zajmuje teren położony na wschód od Bydgoszczy w rejonie doliny Wisły od Solca Kujawskiego do Fordonu. W jego skład wchodzi bydgoska jednostka urbanistyczna Łęgnowo II.
Z powodu rozdzielenia Wisłą oraz krawędziami teras, wydziela się części:
- Równina Łęgnowska (315.356.01) – terasa zalewowa na lewobrzeżu rzeki; obejmuje Łęgnowo II w granicach administracyjnych Bydgoszczy;
- Łęgi Ostromeckie (315.356.02) – terasa zalewowa na prawobrzeżu rzeki; obejmuje wnętrze zakola dolnej Wisły, w granicach gminy Dąbrowa Chełmińska;
- Terasa Czarnowa (315.356.03) – terasa nadzalewowa na prawobrzeżu rzeki w rejonie miejscowości Czarnowo;
- Terasa Solecka (315.356.04) – terasa nadzalewowa na lewobrzeżu rzeki w rejonie Puszczy Bydgoskiej.

## Charakterystyka
Mikroregion reprezentuje krajobraz równin zalewowych oraz nadzalewowych doliny Wisły. Równina Łęgnowska i Łęgi Ostromeckie (30–32 m n.p.m.) wzniesione są 2–3 m ponad średni poziom wody w rzece. Zbudowane są z piasków, przewarstwionych żwirami, lokalnie mułkami i iłami oraz wkładkami torfów. Na powierzchni przeważają mady średnie i lekkie, lokalnie czarne ziemie oraz gleby bagienne. Są to gleby III i lokalnie II klasy bonitacyjnej. Dno doliny jest efektem zachodzących w późnym glacjale i holocenie procesów erozyjno-akumulacyjnych, związanych z procesem kształtowania się doliny dolnej Wisły. W ciągu ostatnich kilku tysięcy lat przeważa proces akumulacyjny, co prowadzi do „podnoszenia się” poziomu równiny zalewowej (o 4–5 m).
Równina Łęgnowska stanowi obszar wykorzystywany dla upraw rolnych z dużym udziałem użytków zielonych. Zabudowa koncentruje się wzdłuż drogi do Solca Kujawskiego (Łęgnowo, Otorowo). Cały rejon jest w zasięgu emisji przemysłowych i energetycznych (Zachem, ECI, ECII). W mikroregionie zlokalizowana jest również infrastruktura przemysłowa (port oraz oczyszczalnia ścieków). Wzdłuż kanałów odwadniających oraz w formie nieregularnych płatów występują zadrzewienia olszowe, topolowe i wierzbowe, które pełnią istotną rolę regulacyjną systemu hydrograficznego. Łęgi Ostromeckie to równina zalewowa o charakterze naturalnym. Dużą powierzchnię zajmują zarośla wierzbowe i łęgi wierzbowo-topolowe. W krajobrazie charakterystyczne są starorzecza (jeziora zakolowe). Występują tu liczne, małe obniżenia wypełnione wodą, zaś większość powierzchni jest zabagniona.
Terasa Czarnowa, Terasa Solecka (36–38 m n.p.m.) są równinami nadzalewowymi, przeważnie zalesionymi, a w mniejszym stopniu użytkowanymi rolniczo. Terasa Solecka jest częściowo obszarem zainwestowanym. Na jej obszarze znajduje się miasto Solec Kujawski. Gleby cechują się niższą przydatnością rolniczą (klasa IV–V). W południowo-zachodniej części jednostki przeważają łąki, zaś w części wschodniej bory sosnowe na wydmach i pagórkach pochodzenia eolicznego. W rejonie Makowisk u podnóża wydm śródlądowych urządzono stawy rybne (ok. 70 ha). Z kolei Terasa Czarnowa obejmuje obszar nadzalewowy po północnej stronie Wisły. Występują tam zalesione pagórki eoliczne, jak również obniżenia terenu z kanałami odwadniającymi.

### Ochrona przyrody
Mikroregion Łęgi Ostromeckie jest objęty ochroną w ramach Zespołu Parków Krajobrazowych Chełmińskiego i Nadwiślańskiego. Równiny zalewowe (Równina Łęgnowska, Łęgi Ostromeckie) wchodzą również w skład obszarów chronionych sieci Natura 2000: Doliny Dolnej Wisły (obszar specjalnej ochrony ptaków PLB040003) oraz Soleckiej Doliny Wisły (specjalny obszar ochrony siedlisk PLH040003). Na terenie mikroregionu Łęgi Ostromeckie znajduje się Rezerwat przyrody Wielka Kępa chroniący m.in. łęgi topolowo-wierzbowe i jesionowo-wiązowe oraz projektowany rezerwat ornitologiczny – Mała Kępa Ostromecka.